# Edificio del Banco Mercantil e Industrial
El edificio del Banco Mercantil e Industrial es un edificio sito en el número 31 de la calle Alcalá de Madrid, siendo una de las últimas obras del arquitecto gallego Antonio Palacios Ramilo recibió el encargo del Banco Mercantil e Industrial (en adelante, el banco) para su nueva sede en Madrid. En la actualidad alberga diversas direcciones generales, la Secretaría General Técnica de la Consejería de Cultura y Turismo de la Comunidad Autónoma de Madrid y la sala de arte Alcalá 31.

## Historia
El diseño arquitectónico de este edificio fue hecho por Antonio Palacios antes de la Guerra Civil. Se puede decir que es uno de los primeros edificios de la postguerra.
El inmueble fue inaugurado el 25 de septiembre de 1943 mediante una ceremonia religiosa de bendición del edificio y el discurso pronunciado por Rafael Salgado, presidente del consejo de Administración del banco, que solicitó un minuto de silencio para pedir por el «término de la guerra que asola al mundo».

### Características

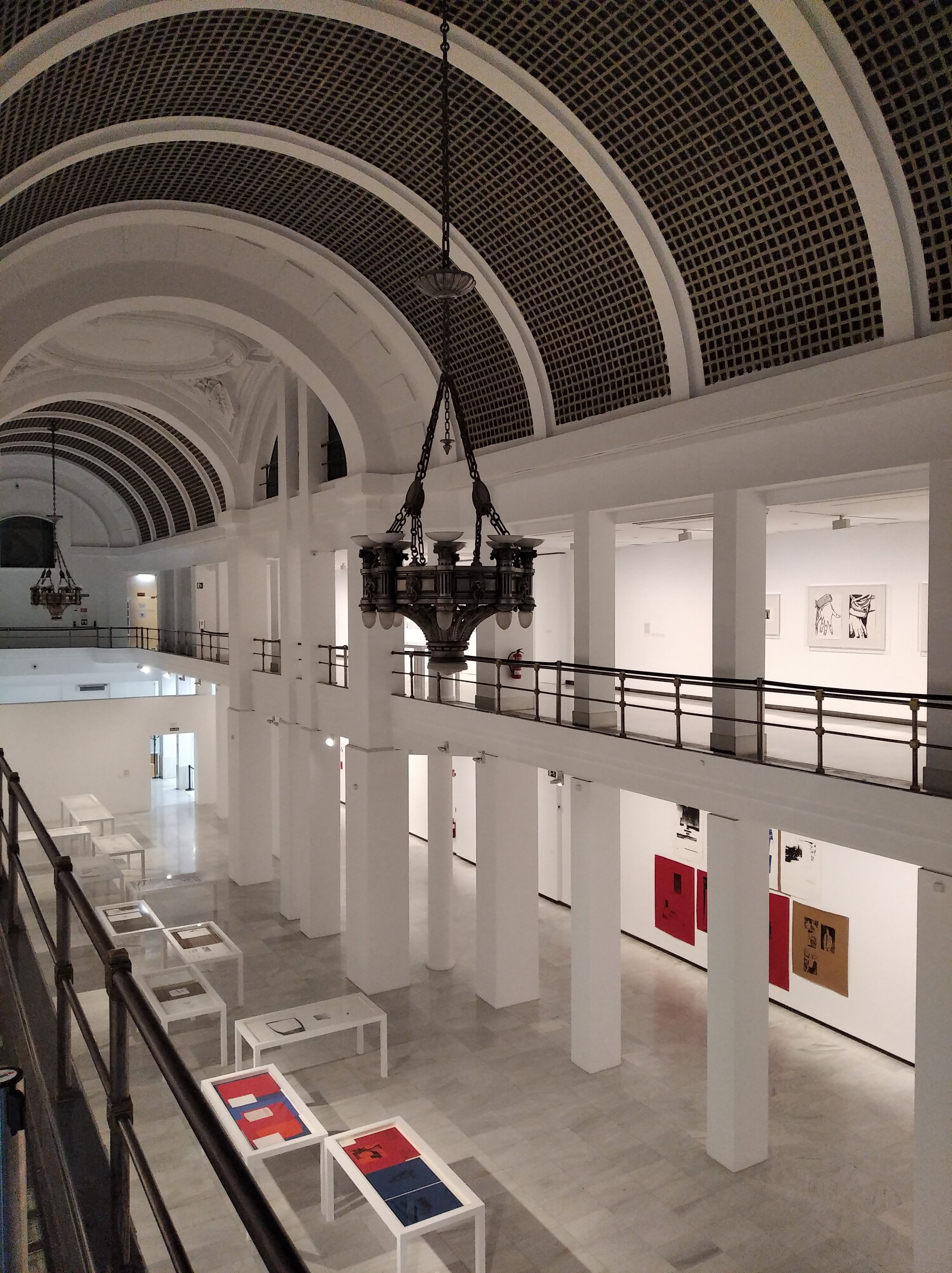
Sala de arte Alcalá 31

Ocupa un solar —irregular, estrecho y de gran longitud— de 1425 metros cuadrados procedente del derribo de cuatro viejos edificios, con fachada a dos calles: la de Alcalá y la del Caballero de Gracia. Consta de cuatro plantas destinadas originalmente a las oficinas centrales del banco (dos sótanos, bajo y entresuelo), cinco más destinadas a oficinas de empresas privadas y sindicatos nacionales y dos más en forma de ático de columnatas ocupadas por oficinas de interés público. El ático recuerda al último cuerpo del cercano edificio del Círculo de Bellas Artes.
La fachada de la calle de Alcalá es una especie de arco de triunfo inserto en la fachada, evocando a la fachada del Palacio de la Prensa de Pedro Muguruza. Las columnas de orden gigante que soportan el arco, están decoradas con bronce en su parte inferior. La que da a la calle del Caballero de Gracia (n.º 32-36) es mucho más discreta. Es una de las primeras obras de Palacios que emplea acero inoxidable en su fachada. El edificio corresponde a un diseño de la última etapa de Antonio Palacios en el que se puede ver como pretende conjugar la cantería de aspecto monumental con las vidrieras.  

## Alcalá 31
En 2002 se inaugura, tras una gran reforma llevada a cabo por José Luis Iñiguez de Onzoño e Ignacio de las Casas, el nuevo espacio de oficinas de la entonces denominada Consejería de las Artes. La Subdirección General de Bellas Artes de la Comunidad de Madrid se encarga de gestionar tres salas de arte en la ciudad: Sala Canal Isabel II, Sala de Arte Joven de Avenida de América y este centro, la Sala Alcalá 31. Aprovecha así la bóveda central del antiguo y el primer piso de galerías como espacios expositivos. Se especializa en exposiciones de arte contemporáneo y es de acceso libre.